# Johan Henrik Dieden senior
Johan Henrik Dieden (senior), född 1 oktober 1808 i Uddevalla, död 6 mars 1879 i Malmö, var en svensk handelsman och kommunalpolitiker. 

## Biografi
Han anställdes 1828 som gårdsskrivare hos Emanuel Bager i Malmö, där han sedan med ett kort avbrott arbetade fram till 1835, då han blev handelsbokhållare hos Johan Sjöberg. År 1837 fick Dieden burskap i handel och köpenskap och startade firman J.H. Dieden och söner, vilken handlade med brännvin, fröer, stenkol, järn, spannmål, sill och diverse manufakturvaror. Han var 1863–66 ledamot av Malmö stadsfullmäktige. Han var även en av grundarna av Manufaktur AB. Dieden köpte 1874 Karlslunds herrgård.

## Familj
Dieden var sonson till kyrkomålaren Johan Henrik Dieden i Uddevella. 
Dieden var gift första gången 1839 med Mariana (Marianne) Beata Bager (1814–1845), andra gången 1846 med Clara Rebecca Bager (1822–1885). Båda var döttrar till handlanden Emanuel Bager och Bertha Brita Börjesson.
Dieden var far till Johan Henrik Dieden (junior) och Berthold Dieden samt farfar till Gotthard Dieden.